# محمد السويلم
محمد عبد الرحمن إبراهيم آل سويلم لاعب كرة قدم سعودي سابق. مواليد 1970م في نجران جنوب السعودية. لعب سابقاً لأندية الأخدود والأهلي والرائد والتعاون كما سبق له تمثيل المنتخب السعودي.

## مسيرته كلاعب
وشارك مع منتخب السعودية للناشئين في كأس العالم 1986 بكندا و89 مع منتخب الشباب في كأس العالم بالرياض كما اختير ضمن قائمة المنتخب الأول لبطولة أستراليا الذهبية عام 88.
وكان السويلم قد برزت موهبته مع نادي الاخدود، حيث انضم للنادي عام 1402هـ ومثله حتى عام 1407هـ العام الذي شهد انتقاله للنادي الأهلي، ولكنه اوقف لمدة سنتين بسبب توقيعه للاتحاد والأهلي في نفس الوقت.
وعاد ليشارك مع الفريق، الا ان الموسم الذي شهد انطلاقته الحقيقة مع الاهلي كان عام 1410هـ واستمر حتى عام 1416هـ حيث انتقل لمنطقة القصيم وتحديداً لنادي الرائد لمدة ثلاثة مواسم ثم رحل لجاره التعاون لمدة موسم واحد.

## التدريب والتحليل
منذ عام 1420هـ توارى السويلم عن الانظار في المشهد الرياضي، قبل أن يعود عام 1430هـ للظهور من خلال القنوات الفضائية كمحلل رياضي، وبدأ في القناة الرياضية السعودية قبل أن يتنقل ما بين عدد من القنوات مثل قنوات إم بي سي.
وفي عام 1432هـ عمل كمدير للفريق الأول بنادي النصر قبل أن يستقيل عقب نهاية الموسم الرياضي وتحديداً بعد خسارة الفريق لنهائي كأس الملك أمام الاهلي. وعاد لمجال التحليل الفضائي.
وبالإضافة لعمله في مجال التحليل، فإن السويلم عمل أيضاً حتى عام 2013م في وزارة الدفاع والطيران (وزارة الدفاع حالياً) ومدرب رياضي في إدارة الشؤون الرياضية ومكلف بإدارة الشؤون الرياضية كذلك في القوات البرية.

## وصلات ومصادر
حوار مع السويلم